# Ben Miller
Bennet Evan Miller (Londra, 24 febbraio 1966) è un comico, attore, sceneggiatore, regista e produttore televisivo britannico.

## Gioventù e formazione
Ben Miller è nato a Londra e cresciuto a Nantwich, nel Cheshire, da Marion e Michael Miller. Suo nonno paterno era un sarto di origine lituana, suo padre era docente di letteratura americana presso l'università di Birmingham e sua madre era insegnante di lingua inglese presso il South Chesire College di Crewe. Ha due sorelle minori, Leah e Bronwen.
Ha studiato presso la Malbank School di Nantwich. Ha poi studiato Scienze naturali presso il St Catharine's College dell'Università di Cambridge, dove ha recitato con Rachel Weisz, all'epoca sua ragazza.

## Carriera
Ben Miller inizia la carriera quando sta ancora studiando per un dottorato in Fisica dello stato solido con una tesi intitolata "Novel quantum effects in low-temperature quasi-zero-dimensional mesoscopic electron systems". Un amico gli chiede di aiutarlo per il National Student Drama Festival, in programma a Cambridge. In seguito incontra un suo compagno di college di Cambridge, Alexander Armstrong, con cui nel 1994 tiene uno spettacolo all'Edinburgh Festival Fringe, e nuovamente nel 1996, quando i due ottengono l'"Edinburgh Comedy Awards". Il duo ottiene il successo con le quattro serie di Armstrong e Miller, fra gli anni novanta e duemila.
Nel 2001 recita nella commedia britannica The Parole Officer. Nel 2003 interpreta il ruolo di Bough in Johnny English. Nel 2004 veste i panni di Soren in Un principe tutto mio. Nel 2004 e nel 2005 recita nelle due serie di The Worst Week of my Life e nel 2006 recita in The Worst Christmas of my Life. Nel 2007 interpreta James Lester in Primeval e Mr Jonathan nel film Razzle Dazzle: A Journey Into Dance. Nel 2011 recita nella commedia inglese The Ladykillers. Tra il 2011 e il 2013 è protagonista delle prime due stagioni della serie televisiva Delitti in Paradiso, nel ruolo dell'ispettore Richard Poole.
Nel 2014 viene scelto per prendere parte come antagonista all'ottava stagione del telefilm britannico di fantascienza Doctor Who.
Dal 2021 interpreta il ruolo di Jasper Tempest, docente di criminologia all'Università di Cambridge, nella serie Professor T..

## Vita privata
Ben Miller è stato sposato con Belinda Stewart-Wilson, per poi divorziare nel 2011. Hanno avuto un figlio, Jackson (nato nel 2006). La coppia ha vissuto a Tufnell Park. In seguito Miller ha avuto un altro figlio, Harrison, nato nel 2011 da una relazione con la responsabile di produzione Jessica Parker che ha sposato nel settembre 2013.
Suona la chitarra e la batteria e pratica yoga.

## Filmografia

### Cinema
- Plunkett & Macleane, regia di Jake Scott (1997)
- Jimmy Grimble (There's Only One Jimmy Grimble), regia di John Hay (2000)
- Surrealissimo: The Trial of Salvador Dalí, regia di Richard Curson Smith (2002)
- Actors (The Actors), regia di Conor McPherson (2003)
- Johnny English, regia di Peter Howitt (2003)
- Un principe tutto mio (The Prince and Me), regia di Martha Coolidge (2004)
- Razzle Dazzle: A Journey Into Dance, regia di Darren Ashton (2007)
- Viaggio nella vertigine (Within the Whirlwind), regia di Marleen Gorris (2009)
- 4.3.2.1., regia di Noel Clarke e Mark Davis (2010)
- La nostra vacanza in Scozia (What We Did on Our Holiday), regia di Andy Hamilton e Gay Jenkin (2014)
- Paddington 2, regia di Paul King (2017)
- L'incredibile viaggio del fachiro (The Extraordinary Journey of the Fakir), regia di Ken Scott (2018)
- Johnny English colpisce ancora (Johnny English Strikes Again), regia di David Kerr (2018)
- This Christmas, regia di Chris Foggin (2022)

### Televisione
- Murder Most Horrid – serie TV, episodio 1x03 (1991)
- French and Saunders – serie TV, episodio 4x02 (1993)
- Paul Merton: The Series – serie TV, 6 episodi (1993)
- Sardines, regia di Charlie Hanson – film TV (1995)
- Casualty – serie TV, episodio 9x18 (1995)
- The Jack Docherty Show – serie TV (1997)
- The Armstrong and Miller Show – serie TV, 27 episodi (1997-2007)
- Hunting Venus, regia di Martin Clunes – film TV (1999)
- Passion Killers, regia di David Evans – film TV (1999)
- Coming Soon, regia di Annie Griffin – film TV (1999)
- Cinderella, regia di Liddy Oldroyd – film TV (2000)
- Dr. Terrible's House of Horrible – serie TV, episodio 1x01 (2001)
- Jeffery Archer: The Truth, regia di Guy Jenkin – film TV (2002)
- The Book Group – serie TV, 2 episodi (2002)
- Doc Martin – serie TV, 3 episodi (2004-2022)
- Malice Aforethought, regia di David Blair – film TV (2005)
- The Worst Week of My Life – serie TV, 17 episodi (2004-2006)
- Miss Marple (Agatha Christie's Marple) – serie TV, episodio 1x01 (2004)
- Popetown – serie TV, 10 episodi (2006)
- Saxondale – serie TV, episodio 1x06 (2006)
- Primeval – serie TV, 30 episodi (2007-2011)
- Moving Wallpaper – serie TV, 18 episodi (2008-2009)
- The Caterine Tate Show – serie TV, 1 episodio (2009)
- Episodes – serie TV, 1 episodio (2011)
- Delitti in Paradiso (Death in Paradise) – serie TV, 18 episodi (2011-2021)
- Doctor Who – serie TV, episodio 8x03 (2014)
- Bridgerton – serie TV, 8 episodi (2020)
- Professor T. – serie TV, 24 episodi (2021-2025)

### Cortometraggi
- You Can't Dance (2000)
- Tip of My Tongue (2000)
- Starry Night (2005)

### Miniserie
- Look at the State We'Re In! (1995)

### Video
- The Adventures of Young Indiana Jones: Daredevils of the Desert (1999)

## Doppiatori italiani
Nelle versioni in italiano delle opere in cui ha recitato, Ben Miller è stato doppiato da:
- Franco Mannella in Doc Martin, Johnny English, Johnny English colpisce ancora
- Marco Mete in Delitti in Paradiso, Professor T.
- Christian Iansante in Jimmy Grimble
- Roberto Pedicini in Doctor Who
- Loris Loddi in Primeval (st.1)
- Massimo Lodolo in Primeval (st. 2-5)
- Alessandro Quarta in L'incredibile viaggio del fachiro
- Pasquale Anselmo in La nostra vacanza in Scozia
- Davide Marzi in Bridgerton